# Palácio Belmonte
O Palácio Belmonte é um antigo palácio localizado no Pátio de D. Fradique, em Lisboa, nele estando instalado, no presente, um hotel.
O Palácio Belmonte está classificado como Imóvel de Interesse Público desde 2002.

## História
Construído, numa primeira fase, em 1449, por Brás Afonso Correia, um funcionário do Conselho de El-Rei D. Manuel I e Corregedor de Lisboa, o Palácio Belmonte atravessaria um conjunto diverso de proprietários e épocas, que lhe configurariam o seu aspecto tão peculiar e interessante. 
Erguido, então, sobre ruínas romanas e mouras, à volta das antigas paredes da Alcáçova e da Cerca Moura, o seu edifício seria alargado com Rui de Figueiredo, que a transformava numa residência senhorial ao adquirir e transformar terrenos, antigas casas, um quintal e uma estrebaria. O complexo compreendia, então, as muralhas, uma porta chamada de D. Fradique, um cubelo e duas torres, ambas datadas dos séculos XV e XVI. Em 1503, após ter descoberto o Brasil, Pedro Álvares Cabral construía aí a primeira parte do palácio actual. Por esses anos, Alfama, núcleo primitivo da cidade de Lisboa e bairro onde se insere o Palácio, era palco de grandes acontecimentos nacionais: Vasco da Gama era aí recebido após o triunfante regresso da Índia; antes, Gil Vicente apresentara a sua primeira peça teatral; e Fernão Lopes, célebre historiador português, escrevera também as suas célebres crónicas. Em 1640, ano da Restauração, o edifício seria ainda alargado ao anexar o seu deslumbrante terraço e cinco fachadas em estilo clássico, conferindo-lhe então o seu aspecto actual. Quase cem anos depois, entre 1720 e 1730, dois grandes mestres da azulejaria portuguesa, Manuel Santos e Valentim de Almeida, davam o seu contributo com uma colecção única de 59 painéis, com mais de 30 000 azulejos, que descrevem episódios do cristianismo e cenas da corte portuguesa da época. Na sua porta principal, destacam-se as armas dos Figueiredos, com 5 folhas de figueira, que acompanham a expressão Pro Deo Pro Patria PN AM. 
A sua colecção única de azulejos, uma chaminé setecentista tão peculiar ou o seu jardim com vista deslumbrante sobre Alfama, São Vicente de Fora e o rio Tejo tornam-no num palácio único da capital portuguesa, o que justifica o título de Património Nacional. 

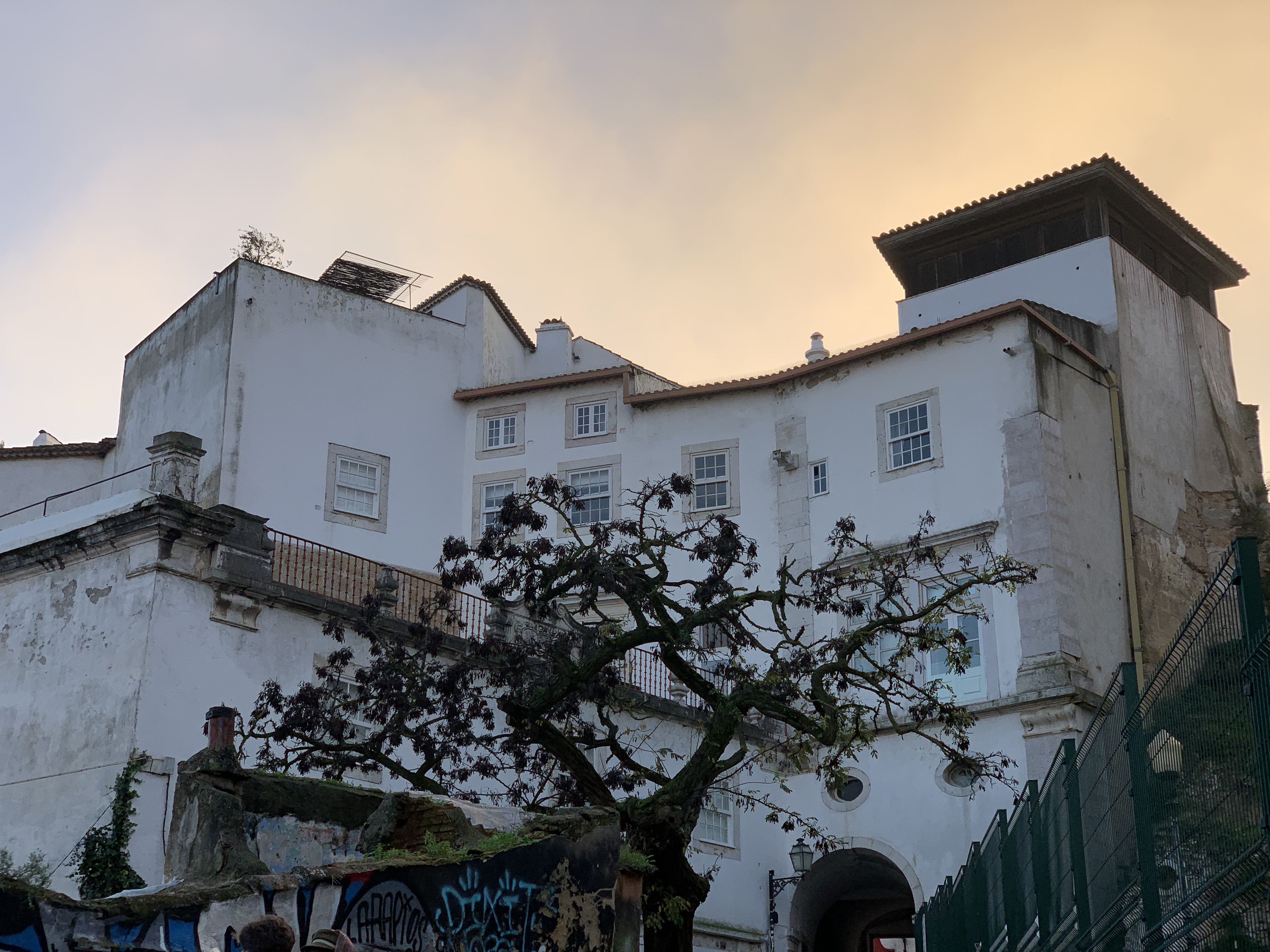
O Palácio Belmonte visto do Pátio de D. Fradique

Actualmente, foi transformado em hotel de luxo que, constituído por 10 suites, aproveita para distinguir algumas grandes personalidades da História portuguesa, ao tomá-las como nome das suas suites - Fernão de Magalhães, Egas Moniz, Fernão Mendes Pinto, Gil Vicente, Bartolomeu de Gusmão, entre outros. É um verdadeiro hino à História e à cultura portuguesa. 
Em 2000, o príncipe Carlos e a sua fundação destacariam o Palácio com o prémio RICS (Royal Institution of Chartered Surveyors), pela qualidade ambiental e patrimonial assegurada na sua recuperação. Esse sucesso deveu-se a Frédéric Coustouls, seu actual proprietário, que ao comprá-lo, em 1994, então quase devoluto, decidiu renová-lo de acordo com os métodos construtivos mais sustentados. Nesse mesmo ano, o célebre realizador alemão Wim Wenders escolhia o Palácio para a rodagem do seu filme, Lisbon Story. Marcello Mastroianni passara também pelo Palácio, no filme Afirma Pereira.

## Ligações exteriores
Palácio Belmonte / Pátio de D. Fradique